# Svatý Dominik ze Silosu (obraz)
Svatý Dominik ze Silosu (španělsky Santo Domingo de Silos) je oltářní obraz namalovaný španělským malířem Bermejem pro kostel v Daroce zasvěcený tomuto světci. Zobrazuje benediktinského opata Dominika ze Silosu na trůnu v biskupském rouchu. Zlatem zdobený oděv a celková výzdoba dominuje obrazu, postava světce se dostává do pozadí. Trůn obklopuje sedm personifikací cností. Dominik drží knihu a berlu, kolem hlavy má svatozář. Obraz byl od roku 1869 v držení Národního archeologického muzea, od roku 1920 je ve sbírkách muzea Prado. Jeho inventární číslo je P-1323.